# Mali Kopani, Hola Prîstan
Mali Kopani (în ucraineană Малі Копані) este localitatea de reședință a comunei Mali Kopani din raionul Hola Prîstan, regiunea Herson, Ucraina.

## Demografie
Componența lingvistică a localității Mali Kopani
     Ucraineană (91,2%)
     Rusă (7,55%)
     Alte limbi (0,52%)
Conform recensământului din 2001, majoritatea populației localității Mali Kopani era vorbitoare de ucraineană (91,2%), existând în minoritate și vorbitori de rusă (7,55%).